# Лівшиць Слава Наумівна
Слава Наумівна Лі́вшиць (нар. 20 вересня 1915, Одеса — пом. 23 травня 2004, Київ) — українська художниця; член Спілки радянських художників України з 1945 року. Дружина графіка Івана Красного, мати художниці Тетяни Красної, бабуся художниці Марини Ольхової.

## Біографія
Народилася 7 [20] вересня 1915 року в місті Одесі (нині Україна). Проягом 1938–1941 років навчалась у Харківському художньому інституті, де її викладачами зокрема були Семен Прохоров і Олексій Кокель. Член ВКП(б) з 1944 року. 1945 року закінчила Київський художній інститут, де навчалась у майстерні Олексія Шовкуненка.
У 1948 році працювала старшим викладачем рисунка у Київському художньому інституті, потім на творчій роботі. Жила в Києві, в будинку на вулиці Академіка Філатова, № 10, квартира 35 і в будинку на вулиці Курганівській, № 3, квартира 94. Померла в Києві 23 травня 2004 року.

## Творчість
Працювала в галузі станкового живопису. Створювала переважно пейзажі, натюрморти, портрети у стилі реалізму. Серед робіт:
- серія «Самарканд» (1941–1945);
- «Агітатор у селі» (1945);
- «Зустріч» (1945);
- «Повернення партизана» (1946);
- «Молодогвардійці слухають Москву» (1947);
- «Молоді новатори» (1949);
- «Молдованка» (1954);
- «Листоноша» (1957);
- «Краєвид із Тарасової гори» (1958);
- «Канів. Стара дорога» (1960);
- «Тарасова гора» (1961);
- «Канівська дорога» (1964);
- «Біля самих синіх гір» (1964—1965);
- «Біля самих синіх гір» (1965);
- «Портрет Н. Сиротовської» (1970);
- «Мати» (1972);
- «Федора Петрівна» (1973);
- «Вечоріє» (1974);
- «Андріївський узвіз» (1982);
- «Лесь Курбас» (1990);
- «Вітер» (1993);
- «Вечір» (1994);
- «Бабка» (1994);
- «Міський пейзаж» (1994).

Брала участь у республіканських виставках з 1945 року, всесоюзних — з 1939 року. Персональна виставка пройшла у Каневі у 1999 році.
Окремі картини зберігаються у Національному художньому музеї України у Києві, Національному музеї у Львові.